# Skateboarding en los Juegos Olímpicos de Los Ángeles 2028
El skateboarding en los Juegos Olímpicos de Los Ángeles 2028 se realizará en el Sepulveda Basin Recreation Area un parque de la ciudad de Los Angeles en julio de 2028.